# Baudilio Jáuregui
Baudilio Jáuregui, vollständiger Name Baudilio Jorge Jáuregui, (* 9. Juli 1945) ist ein ehemaliger uruguayischer Fußballspieler und Trainer.

## Spielerkarriere

### Verein
Der 1,75 Meter große Defensivakteur Jáuregui galt als eisenharter Verteidiger. Er stammt aus Minas, wo er zunächst für Nacional de Minas spielte. Zudem wurde er in die Departamento-Auswahl von Lavalleja berufen. 1968 debütierte er bei Defensor in der Primera División und stand bei den Montevideanern bis 1972 im Kader. Dort nahm er auch an der Tournee des Vereins im Jahre 1972 durch Mexiko, Zentralamerika und Venezuela teil. Jáuregui wechselte 1973 zum argentinischen Verein CA River Plate und gehörte diesem bis 1974 an. Es folgte 1975 eine Station bei Unión de Santa Fe. 1976 bis 1977 war er erneut für den uruguayischen Erstligisten Defensor aktiv. Dort gehörte er derjenigen Mannschaft an, der es unter Führung von Trainer Ricardo de León erstmals seit Einführung der Profiliga in Uruguay gelang, die Vorherrschaft von Nacional und Peñarol zu durchbrechen und den uruguayischen Meistertitel zu gewinnen. 1977 bis 1978 soll er abermals in Reihen von Unión de Santa Fe gestanden haben. Allerdings wissen andere Quellen für ihn etwa in diesem Zeitraum von einem Engagement beim chilenischen Klub CD Cobreloa zu berichten, das ohne genauere zeitliche Einordnung auch bestätigt wird. Ebenso ist eine Station bei Nacional für ihn verzeichnet. Ob es sich dabei um Nacional Montevideo oder das eingangs erwähnte Nacional de Minas handelt, wird dabei nicht deutlich.

### Nationalmannschaft
Jáuregui war Mitglied der A-Nationalmannschaft Uruguays, für die er von seinem Debüt am 31. Mai 1972 bis zu seinem letzten Einsatz am 23. Juni 1974 neun Länderspiele absolvierte. Ein Länderspieltor erzielte er nicht. Jáuregui nahm mit Uruguay an der Weltmeisterschaft 1974 in der Bundesrepublik Deutschland teil. Im Verlaufe des Turniers kam er in den Spielen gegen die Niederlande, Schweden und Bulgarien zum Einsatz.

### Erfolge
- Uruguayischer Meister: 1976

## Trainerlaufbahn
Die Trainerausbildung absolvierte er gemeinsam mit Luis Cubilla, Luis Garisto und Aníbal „Maño“ Ruiz. Als Trainer betreute er dann später Central Español, ab 1980 als Nachfolger von Ricardo De León bis ins Jahr 1983 Defensor, Huracán Buceo, die Rampla Juniors, River Plate, die Departamentoauswahl von Lavalleja, den kolumbianischen Verein Tolima und den argentinischen Klub Quilmes.